# Kościół Anglikański Kenii
Kościół Anglikański Kenii (ang. Anglican Church of Kenya, ACK)  – od roku 1970 jest prowincją Wspólnoty Anglikańskiej w Kenii i składa się z 31 diecezji. Prymasem Kościoła jest arcybiskup Kenii, obecnie Jackson Ole Sapit. Liczy 4,5 mln wiernych, co sprawia, że jest drugą co do wielkości pojedynczą organizacją chrześcijańską w Kenii, po Kościele katolickim. 

## Historia
Historia Kościoła Anglikańskiego Kenii sięga 1844 roku, kiedy pierwszy misjonarz z Kościoła Misyjnego (CMS), dr Johann Ludwing Krapf przybył do Mombasy. Misjonarze uczyli się języków afrykańskich, w celu udostępnienia i rozpowszechniania chrześcijaństwa. Pierwsza diecezja Wschodniej Afryki Równikowej została utworzona w 1884 roku i obejmowała Ugandę, Kenię i Tanganikę z Jamesem Hannington jako pierwszym biskupem. Pierwsi biskupi kenijscy zostali konsekrowani w 1955 r. Pięć lat później anglikański Kościół Kenii stał się częścią Prowincji Afryki Wschodniej.

## Charakterystyka
Kościół ma charakter silnie konserwatywny, głęboko sprzeciwiający się prawom homoseksualistów i małżeństwom osób tej samej płci. W 2005 roku zerwał powiązania z Kościołem Episkopalnym w Stanach Zjednoczonych i zażądał jego wykluczenia z globalnej wspólnoty anglikańskiej. W 2015 roku pięciu księży zostało wydalonych z Kościoła za rzekome uprawianie homoseksualnej aktywności.
W 2021 roku ks. dr Emily Onyango została mianowana pierwszą kobietą biskupem Kościoła Anglikańskiego w Kenii.